# Leonid Guïssen
Leonid Guïssen (rus: Леонид Давыдович Гиссен)  (Moscou, 28 de juny de 1931 - Moscou, 7 de febrer de 2005) fou un remer rus que va competir sota bandera soviètica durant la dècada de 1950.
El 1952 va prendre part en els Jocs Olímpics d'Estiu de Hèlsinki, on guanyà la medalla de plata en la prova del vuit amb timoner del programa de rem. Quatre anys més tard, als Jocs de Melbourne, quedà eliminat en semifinals en la mateixa prova.
En el seu palmarès també destaquen tres medalles d'or al Campionat d'Europa de rem en la prova del vuit amb timoner, el 1953, 1954 i 1955. El 1954 guanyà la Grand Challenge Cup de la Henley Royal Regatta. A nivell nacional guanyà quatre campionats soviètics en el vuit amb timoner (1952-1954 i 1956).
Es graduà a la Primera Universitat de medicina Ivan Setxenov de Moscou en psicologia i psiquiatria. Posteriorment fou Doctor en medicina i en psicologia i va escriure més de 200 articles científics, sent un dels primers psicòlegs esportius soviètics.